# Epirrhoe brunnea
Epirrhoe brunnea är en fjärilsart som beskrevs av Nessling 1925. Epirrhoe brunnea ingår i släktet Epirrhoe och familjen mätare. Inga underarter finns listade i Catalogue of Life.